# Storyteller II ~the Age Limits~
《storyteller II: the Age Limits》는 VALSHE의 2번째 미니 음반이다. 2014년 9월 24일에 빙에서 발매됐다.

## 개요
2010년 9월 23일에 발매한 VALSHE 메이저 데뷔작인 《storyteller》의 후편에 맞는 미니 음반으로 데뷔 4주년을 장식하는 메모리얼 작품. 일러스트와 가사와 노래에서 7개의 짧은 스토리를 뽑은 컨샙트 미니음반
. 지금까지 발매된 자신의 음반에서는 가장 누계 매상이 적다.
8번째 싱글 〈TRIP×TRICK〉과 동시 발매.

## 수록곡
1. HIDE & LEAK (3:48)
작사: VALSHE, 작곡: 미나토, 편곡: G’n-
2. WISHLIST (3:47)
작사: VALSHE, 작곡: DOITOKI, 편곡: 마루야마 마유코
3. 하토리 이야기 (일본어: 羽取物語) (3:40)
작사: 미나토, 작곡: 모치즈키 유에, 마츠자와 료 , 편곡: G’n-
4. Roma (4:51)
작사: VALSHE, 작곡: 미나토, 편곡: 고토 코지
5. CAINCOMPLEX (5:08)
작사: VALSHE, 작곡: 쿠와바라 유스케, 편곡: 나카야마 마사토
6. 세미 스테이지 (일본어: セミステージ) (4:21)
작사: 미나토, 작곡: VALSHE, 편곡: G’n-
7. Separation (4:49)
작사: VALSHE, 작곡: 키쿠치  유스케, 편곡: FAITH-T）